# Bistum Breda
Das Bistum Breda (lateinisch Dioecesis Bredana, niederländisch Bisdom Breda) ist eines der sieben römisch-katholischen Bistümer der niederländischen Kirchenprovinz. Das Bistum umfasst Teile der Provinzen Seeland und Nordbrabant (Noord-Brabant).
Vorläufer des heutigen Bistums Breda ist das am 22. März 1803 aus dem Apostolischen Vikariat ’s-Hertogenbosch heraus gegründete Apostolische Vikariat Breda. Am 14. März 1853 wurde das Vikariat mit zusätzlichen Gebieten aus dem Erzbistum Mechelen und dem Bistum Gent zum Bistum erhoben.
Die heutige Kirche St. Antonius im Zentrum von Breda war schon von 1853 bis 1876 Kathedrale des Bistums. Danach ging der Titel an die neu erbaute St.-Barbara-Kirche über, die 1970 abgerissen wurde. Seit 1968 war die Bischofskirche auf die St.-Michaels-Kirche im Brabantpark übergegangen, die wiederum 2007 abgerissen wurde. Seit 2001 ist die 1837 erbaute Kirche St. Antonius wieder Kathedra des Bischofs von Breda.

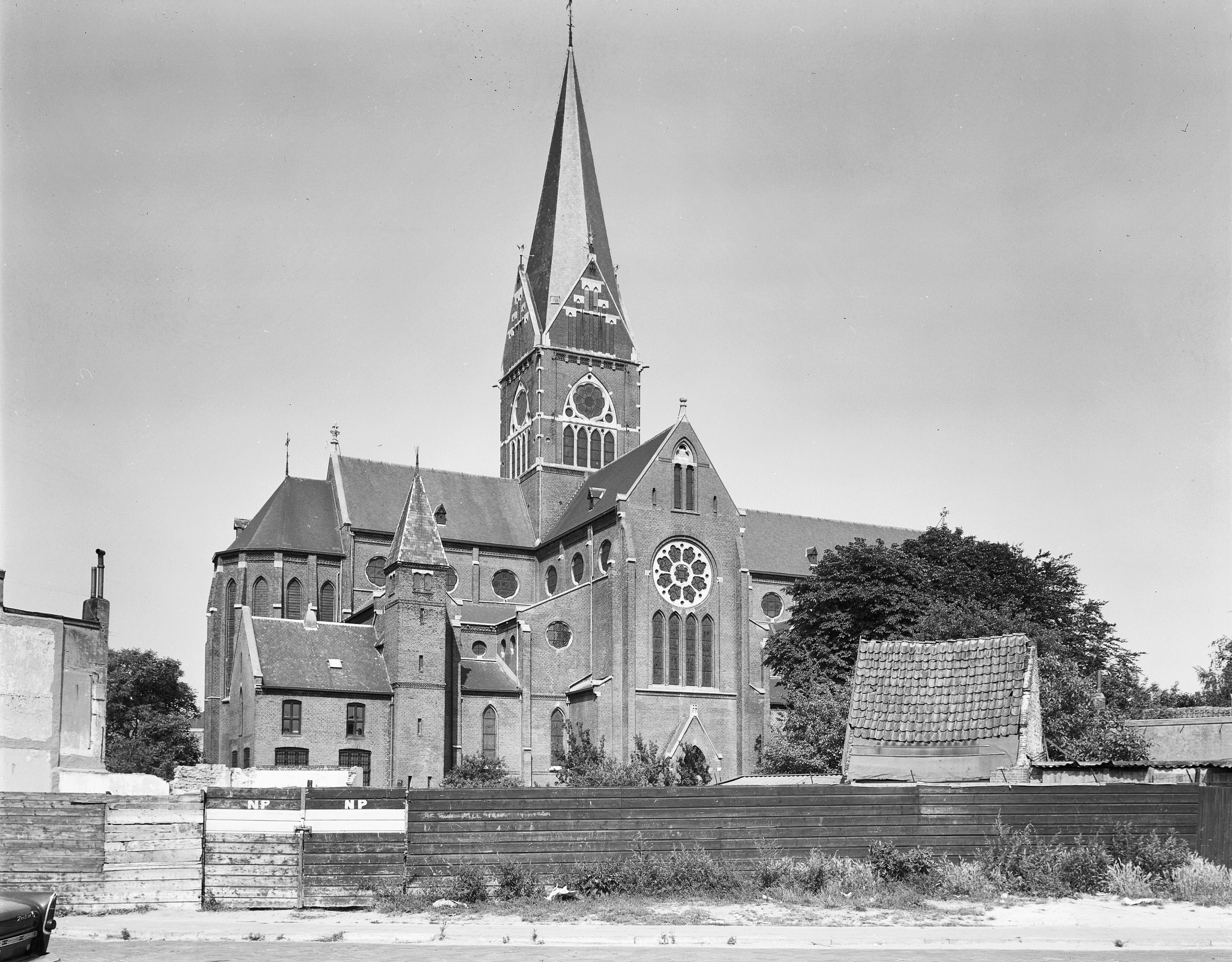
Sint-Barbarakerk
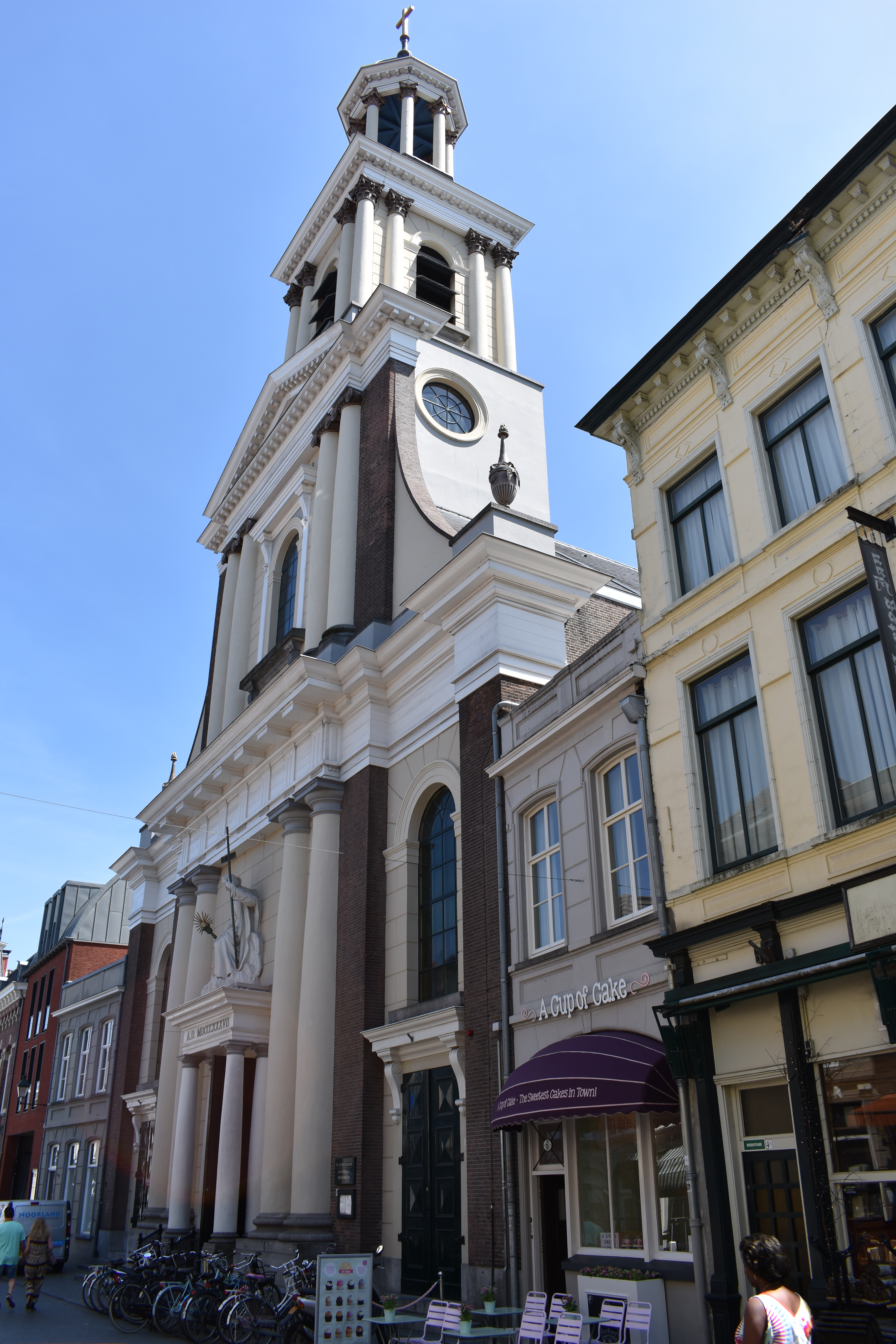
Sint-Antonius-Kathedrale

## Bischöfe
- 1803–1826 Adrianus van Dongen
- 1827–1867 Johannes van Hooydonk
- 1868–1874 Johannes van Genk
- 1874–1884 Henricus van Beek
- 1885–1914 Petrus Leyten
- 1914–1951 Pieter Hopmans
- 1951–1961 Joseph Baeten
- 1962–1967 Gerard de Vet
- 1967–1992 Hubertus Ernst
- 1994–2007 Martinus Muskens
- 2007–2011 Hans van den Hende
- 2011–0000 Johannes Liesen